# Киркин, Станислав Фёдорович
Станисла́в Фёдорович Ки́ркин (23 июня 1935, Вурнары, Вурнарский район, Чувашская АССР, РСФСР, СССР) ― советский и российский деятель науки, учёный-машиностроитель, изобретатель, доктор технических наук, профессор. Преподаватель, доцент, профессор кафедры деталей машин и теоретической механики Поволжского лесотехнического института (с 1961). Заслуженный работник высшей школы Российской Федерации (1998). Заслуженный деятель науки и техники Марийской АССР (1988). Лауреат Премии Ленинского комсомола (1989), Премии комсомола Чувашии имени М. Сеспеля (1989) и Премии Марийского комсомола имени Олыка Ипая (1979), лауреат Государственной премии Республики Марий Эл (1993). Соросовский доцент, член-корреспондент РАЕН (1994). 

## Биография
Родился 23 июня 1935 года в селе Вурнары ныне Вурнарского района Чувашии в семье работника лесной промышленности.
В 1959 году окончил Поволжский лесотехнический институт, в 1971 году ―  аспирантуру при этом институте.
Трудовую деятельность начал в 1959 году старшим инженером, затем руководил конструкторской группой Конструкторско-технологического бюро Министерства местной промышленности Марийской АССР. 
С 1961 года ― младший научный сотрудник, преподаватель, доцент, с 1993 года ― профессор кафедры деталей машин и теоретической механики Поволжского лесотехнического института (ныне ― Поволжский государственный технологический университет).

## Научно-педагогическая деятельность
Известен как специалист в области создания экологически безопасных вездеходных транспортных машин с воздушной разгрузкой и шинами сверхнизкого давления.
В 1971 году защитил кандидатскую диссертацию на тему «История процесса отделения древесных стволов с кроной от пакета».
В 2001 году защитил докторскую диссертацию на тему «Создание комплекса экологически безопасных внедорожных транспортных средств с воздушной нагрузкой». Доктор технических наук (2001).
Является автором 70 научных работ.
Имеет 13 авторских свидетельств на изобретения. 
Член-корреспондент Западно-Сибирского Отделения Российской Академии естественных наук (РАЕН) (1994), член Проблемного совета Верхне-Волжского отделения Академии технологических наук Российской Федерации. Ему присуждено звание «Соросовский доцент» по итогам очередного конкурса на звание «Соросовский доцент» Международной Соросовской Программы Образования в Области Точных Наук (ISSEP). 
В 1988 году он стал заслуженным деятелем науки Марийской АССР. За плодотворную научную деятельность в 1998 году ему присвоено почётное звание «Заслуженный работник высшей школы Российской Федерации». Награждён государственными премиями Марий Эл и Чувашии, различными медалями и почётными грамотами. 

## Основные научные работы
Список основных научных работ С. Ф. Киркина: 
- Киркин С. Ф. Исследование процесса отделения древесных стволов с кроной от пакета: автореф. дис. на соискание учен. степени канд. техн. наук: специальность № 420 (машины, механизмы и технология лесоразработок, лесозаготовок и лесного хоз-ва) / Марийский политехн. ин-т; науч. руководитель Ю. Н. Венценосцев. ― Йошкар-Ола: МарГТУ, 1971. ― 33 с.: ил. - Б. ц.
- Киркин С. Ф. Создание комплекса экологически безопасных внедорожных транспортных средств с воздушной разгрузкой: диссертация ... доктора технических наук: 03.00.16. ― Йошкар-Ола, 2001. ― 402 с.: ил.

## Признание
- Заслуженный работник высшей школы Российской Федерации (14 октября 1998)[12][2] ― за заслуги в научной деятельности [13]
- Заслуженный деятель науки и техники Марийской АССР (1988)[1][2]
- Премия Ленинского комсомола (1989)[1][2]
- Премия комсомола Чувашии имени М. Сеспеля (1989)[4]
- Государственная премия Республики Марий Эл (1993)[1][2]
- Премия Марийского комсомола имени Олыка Ипая (1979)[1][2]
- Медаль «За трудовое отличие» (1976)[1]
- Серебряная медаль ВДНХ (дважды)[1][2]
- Бронзовая медаль ВДНХ[1][2]
- Почётная грамота Республики Марий Эл (2002)[1]